# Euroregion Silesia
Euroregion Silesia je euroregion v Polsku a Česku. Vznikl v září roku 1998. Správními sídly jsou Opava a Racibórz.
Česká část Euroregionu Silesia (Euroregion Silesia - CZ) je zájmovým sdružením právnických osob podle zákona č. 40/1964Sb.
Hlavním předmětem činnosti je podpora a realizace česko-polské spolupráce v příhraničním regionu, s cílem potlačit negativní vliv státní hranice a zajistit rovnoměrný rozvoj příhraničního území. Dále všestranně zajišťuje podmínky pro využívání programů podpory této spolupráce. Prvním programem byl Phare CBC CZ-PL již v období 1999-2003. Aktuálně (rok 2024) jde o program Interreg Česko-Polsko 2021-2027.
Na polské straně tvoří euroregion okresy Raciborski, Głubczycki a Wodzisławski a Rybnicki, které se nacházejí v Opolském a Slezském vojvodství.
Na české straně je Euroregion tvořen v Moravskoslezském kraji okresy Opava, Ostrava a Nový Jičín. Členy regionu je 53 obcí a měst a pět organizací, Okresní hospodářská komora Opava, Slezská univerzita v Opavě, Matice slezská Opava, MAS Opavsko a MAS Hlučínsko. Polskou stranu tvoří Stowarzyszenie gmin Dorzecza Górnej Odry (Sdružení obcí povodí Horní Odry) s 22 městy a obcemi. Celkem žije v regionu 745 000 obyvatel.
Společná historie, jazykové vztahy, podobná kultura, politická situace a ekonomické možnosti jsou dobré podmínky pro intenzivní česko-polskou spolupráci. Tato oblast je výhodná i pro společné kontakty lidí mezi oběma zeměmi díky tomu, že je bez přírodních překážek, jako jsou hory či velké vodní plochy. Tyto kontakty jsou podporovány i díky neobvykle vysokému počtu přechodů (na 90 km je 17 přechodů).

## Členské obce a organizace v České republice
- Okres Opava

Bělá, Bolatice, Branka u Opavy, Brumovice, Budišov nad Budišovkou, Čermná ve Slezsku, Darkovice, Dobroslavice, Dolní Benešov, Dolní Životice, Hať. Hlavnice, Hlučín, Hněvošice, Holasovice, Hradec nad Moravicí, Chlebičov, Chuchelná, Jezdkovice, Kobeřice, Kozmice, Kravaře, Litultovice, Mikolajice, Moravice, Neplachovice, Oldřišov, Opava, Otice, Píšť, Rohov, Služovice, Sosnová, Staré Těchanovice, Stěbořice, Strahovice, Sudice, Šilheřovice, Větřkovice, Velké Hoštice, Vítkov, Vřesina, Závada
- Okres Bruntál

Horní Benešov, Horní Životice, Staré Heřminovy
- Okres Nový Jičín

Bílovec, Fulnek, Jeseník nad Odrou, Nový Jičín, Odry, Slatina
- Okres Ostrava-město

Ostrava
- Přidružené členské organizace

Slezská univerzita v Opavě, Okresní hospodářská komora Opava, Matice slezská Opava, MAS Opavsko, MAS Hlučínsko

## Členské obce v Polsku
- Okres Głubczycki

Baborów, Branice, Głubczyce, Kietrz
- Okres Raciborski

Kornowac, Krzanowice, Krzyżanowice, Kuźnia Kaciborska, Nędza, Pietrowice Wielkie, Racibórz, Rudnik
- Okres Rybnicki

Gaszowice, Jejkowice, Lyski, Świerklany
- Okres Wodzisławski

Gorzyce, Lubomia, Marklowice, Mszana, Pszów, Wodzisław Śląski